# Irma Tervani
Irma Tervani (nom de scène d’Irma Achté) est une chanteuse lyrique finlandaise (contralto) née le 4 juin 1887 à Helsinki et morte le 29 octobre 1936 à Berlin.
Elle s’est distinguée par ses interprétations de Carmen et de certains rôles wagnériens,.

## Biographie
Irma Achté naît le 4 juin 1887 à Helsinki, elle est la fille d’Emmy Strömer-Achté, chanteuse d’opéra, et de Lorenz Nicolai Achté, chef d’orchestre. Elle a une sœur plus jeune, Aino Achté (puis Ackté), qui deviendra également chanteuse lyrique de renommée internationale.
Elle prend tout d’abord des cours de chant auprès de sa mère entre 1905 et 1907, avant d’étudier au Conservatoire de Paris avec Edmond Duvernoy entre 1904 et 1906, puis à Dresde, où elle se produit pour la première fois avec l’opéra royal en 1908, tenant le rôle de Dalila dans Samson et Dalila de Camille Saint-Saëns,.
Elle chante ensuite pour d’autres compagnies d’opéra en Allemagne, notamment à Francfort en 1910, où son interprétation intense de Carmen rencontre un franc succès ; elle joue aussi dans Orphée et Eurydice de Christoph Willibald Gluck, Il trovatore et Aida de Verdi, et dans des opéras de Wagner. En Finlande, elle participe aux représentations d’Elinan surma d’Oskar Merikanto en 1910, et de Carmen en 1912.
Irma Tervani épouse le metteur en scène allemand Paul Wiecke en 1916 ; elle prend sa retraite de l’opéra de Dresde en 1932, et déménage avec son mari et leurs deux enfants à Berlin, où elle meurt le 29 octobre 1936.